# Arata Kodama
Arata Kodama (児玉 新?, Kodama Arata; Osaka, 8 ottobre 1982) è un allenatore di calcio ed ex calciatore giapponese, di ruolo difensore, collaboratore tecnico del Gamba Osaka.

## Palmarès
- Campionato giapponese: 1

Gamba Osaka: 2005